# St. Nicolai (Jelenin)
Die Kirche St. Nicolai (polnisch Kościół św. Mikołaja) in Jelenin (deutsch Hirschfeldau), Landgemeinde Żagań, Woiwodschaft Lebus gehört zum Dekanat Żagań des Bistums Zielona Góra-Gorzów. Es ist eine gut erhaltene mittelalterlich Wehrkirche. 

## Geschichte
Eine erste Kirche wurde vermutlich zur Zeit der Deutschen Ostsiedlung. Dafür spricht, dass
eine Siedlung von mindestens 50 Hufenbauern zu dieser Zeit eine Kirche bauen durfte, und Hirschfeldau bei Gründung 53 Hufenbauern hatte. Auch eine Widemuth zur Versorgung eines Geistlichen wurde bei der Dorfgründung vorgesehen. Eine Urkunde von 1376 erwähnt "plebanus ecclesie in Hirsveldis". Auch der Verlauf der Niederen Straße bis Ende des 13. Jahrhunderts durch den Ort macht Existenz der Kirche wahrscheinlich.
In der Zeit der Reformation im Herzogtum Sagan wurde Hirschfeldau mit seiner Kirche 1540 evangelisch. Nachdem das Herzogtum im Dreißigjährigen Krieg zunächst an Wallenstein und 1646 an Wenzel Eusebius von Lobkowicz gefallen war, wurde die Gegenreformation gefördert und die Kirche schließlich 1668 an die römisch-katholische Kirche übergeben. Als das Gebiet durch die Schlesischen Kriege an Preußen gefallen war, bekannten sich wieder zwei Drittel der Dorfbevölkerung zur evangelischen Lehre, trotzdem blieb die Kirche katholisch.
Im 1668 brannte der Turm nach Blitzeinschlag ab, wobei die drei Glocken schmolzen. Das erhaltene Material wurden erst 1732 umgegossen, wobei sogar vier Glocken gegossen wurden. Eine davon wurde nach Leschen verkauft.

## Bauwerk
Der zweijochige Chor, der vermutlich eine Kapelle der ersten deutschen Siedler war, ist das älteste erhaltene Gebäudeteil und lässt noch Anklänge der Romanik erkennen. Der Chor, der mit Kreuzrippengewölbe versehen ist, ist schmaler als das Kirchenschiff und hat keine Apsis. Die zweischiffige Halle hat ein spätgotisches Netzgewölbe. Halle und Chor sind durch einen Spitzbogen  von 1,5 m Breite gegliedert. Mit Neugestaltung des Innenraums Ende des 15. Jahrhunderts wurden die Fensternischen nach außen konisch erweitert um die Lichtverhältnisse im Inneren zu verbessern. An der Westseite ist ein aus Bruchstein erbauter Turm vorgelagert. Keines der Gebäudeteile weist Elemente aus Fachwerk auf, was auf eine Rolle als Wehrkirche hindeutet.

## Ausstattung
Zu beiden Seiten des Triumphbogens befindet sich je ein barocker Nebenaltar, gestiftet von Franz Ignatius Otto. Der linke Altar hat Figuren des Joachim und des Joseph, der rechte der Dorothea und der Barbara. An der Westwand befindet sich eine hölzerne Empore mit Orgel. Im Zentrum des Chors steht ein spätgotischer Altarschrein.
Bemerkenswert ist das Sakramentshäuschen von 1497 im spätgotischen Stil. Das Sakramentshäuschen besteht aus Sandstein und läuft in einer Fiale von ca. 3 Meter Höhe aus.